# Damian Lewis
Damian Watcyn Lewis, OBE (St. John's Wood, Londres, 11 de febrer de 1971) és un actor i productor britànic. Els seus papers més coneguts són els de Major Richard Winters a la sèrie de televisió Band of Brothers de l'HBO, i el de Nicholas Brody a la sèrie de televisió Homeland de la cadena Showtime, amb la qual va aconseguir guanyar el 2012 el seu primer premi Emmy. i un Globus d'or.

## Biografia
Damian Lewis ha treballat sobretot al teatre on ha interpretat entre altres Hamlet amb Ralph Fiennes i, a Londres, El Misantrop amb Keira Knightley.
Ha actuat igualment a telefilms britànics, Força vital, Hearts and Bones i sobretot Warriors . És descobert mundialment a la mini-sèrie Band of Brothers l'any 2001. Hi interpreta el paper de Richard D. Winters. Comença en paral·lel una carrera al cinema. Després de diversos papers per a la televisió britànica, es contractat l'any 2007 a la sèrie americana Life per a 2 temporades.
L'any 2011, interpreta el paper de Nicholas Brody, un soldat americà que torna al país després de vuit anys de captivitat a Iraq, a la sèrie Homeland, que li val el premi Emmy al millor actor en una sèrie dramàtica. L'any 2016, forma part del repartiment de Bilions, interpretant el paper de Bobby Axelrod.
L'any 2007 es casa amb l'actriu Helen McCrory, i tenen dos fills: Manon (2006), i Gulliver (2007). És també cunyat de l'alderman William Russell. Lewis és nomenat oficial de l'Orde de l'Imperi britànic (OBE) l'any 2014.

## Premis i nominacions
El 2002 fou nominat al Globus d'Or al millor actor en minisèrie o telefilm per Band of Brothers i el 2012 de nou per al Globus d'Or al millor actor en sèrie de televisió dramàtica per Homeland. Premiat el 2012 amb el Primetime Emmy al millor actor en sèrie dramàtica per Homeland, i el 2013 amb el Globus d'Or al millor actor en sèrie de televisió dramàtica pel mateix paper a Homeland.

## Filmografia

### Cinema
| Any  | Títol                                            | Paper                        | Notes                      |
| ---- | ------------------------------------------------ | ---------------------------- | -------------------------- |
| 1997 | Robinson Crusoe                                  | Patrick                      |                            |
| 2003 | Dreamcatcher                                     | Gary "Jonesy" Jones          |                            |
| 2004 | Keane                                            | William Keane                |                            |
| 2004 | Brides                                           | Norman Harris                | Títol original grec: Νύφες |
| 2005 | Alta societat (Chromophobia)                     | Marcus Aylesbury             |                            |
| 2005 | Una vida per endavant (An Unfinished Life)       | Gary Winston                 |                            |
| 2006 | The Situation                                    | Dan Murphy                   |                            |
| 2006 | Alex Rider: Operació Stormbreaker (Stormbreaker) | Yasha "Yassen" Gregorovich   |                            |
| 2008 | The Baker                                        | Milo "The Baker" Shakespeare | També productor;           |
| 2008 | The Escapist                                     | Rizza                        |                            |
| 2011 | Your Highness                                    | Boremont                     |                            |
| 2011 | Will                                             | Gareth                       |                            |
| 2012 | The Sweeney                                      | Detectiu Frank Haskins       |                            |
| 2013 | Romeo and Juliet                                 | Lord Capulet                 |                            |
| 2014 | The Silent Storm                                 | Balor McNeil                 |                            |
| 2015 | Queen of the Desert                              | Charles Doughty-Wylie        |                            |
| 2015 | Bill                                             | Sir Richard Hawkins          |                            |
| 2016 | Our Kind of Traitor                              | Hector                       |                            |

### Televisió
| Any          | Títol                     | Paper                   | Notes                           |
| ------------ | ------------------------- | ----------------------- | ------------------------------- |
| 1993         | Micky Love                | Clive                   | Telefilm                        |
| 1995         | Agatha Christie's Poirot  | Leonard Bateson         | Episodi: "Hickory Dickory Dock" |
| 1996         | A Touch of Frost          | Adam Weston             | Episodi: "Deep Waters"          |
| 1999         | Warriors                  | Lt. Neil Loughrey       | Telefilm                        |
| 2000         | Life Force                | Kurt Glemser            | 2 episodis                      |
| 2000         | Hearts and Bones          | Mark Rose               | 8 episodis                      |
| 2001         | Band of Brothers          | Maj. Richard D. Winters | 10 episodis                     |
| 2002–2003    | The Forsyte Saga          | Soames Forsyte          | 10 episodis                     |
| 2002         | Jeffrey Archer: The Truth | Jeffrey Archer          | Telefilm                        |
| 2003         | The Forsyte Saga: To Let  | Soames Forsyte          | Telefilm                        |
| 2005         | Colditz                   | Nicholas McGrade        | 2 episodis                      |
| 2005         | Friends and Crocodiles    | Paul                    | Telefilm                        |
| 2005         | Much Ado About Nothing    | Benedick                | Telefilm                        |
| 2006–2014    | Have I Got News for You   | Himself                 | 6 episodis                      |
| 2007–2009    | Life                      | Charlie Crews           | 32 episodis                     |
| 2011         | Stolen                    | D.I. Anthony Carter     | Telefilm                        |
| 2011–2014    | Homeland                  | Nicholas Brody          | 31 episodis                     |
| 2015         | Wolf Hall                 | Enric VIII d'Anglaterra | 6 episodis                      |
| 2016–present | Billions                  | Bobby Axelrod           | 36 episodis                     |